# Rak kosmówki
Rak kosmówki, kosmówczak (łac. choriocarcinoma) – jedna z postaci ciążowej choroby trofoblastycznej, przebiegająca jako wysoce złośliwy nowotwór, wybitnie dobrze reagujący na chemioterapię.
Guz pochodzi z komórek trofoblastu, wydziela gonadotropinę kosmówkową, powstaje z przetrwałego zaśniadu po usunięciu chirurgicznym, dużo rzadziej po ciąży prawidłowej.
Przerzuty następują drogą naczyń krwionośnych, zwykle do płuc, mózgu, wątroby.
Leczenie opiera się na schematach wielolekowych, m.in. EMA/CO (etopozyd, metotreksat, aktynomycyna D, cyklofosfamid, winkrystyna) zalecany w chorobie pośredniego i wysokiego ryzyka. Nowotwór cechuje duża szansa wyleczenia nawet w przypadku istnienia przerzutów, często z zachowaniem zdolności do rozrodu.